# آیا از تاریکی هراس دارید؟
آیا از تاریکی هراس دارید؟ (انگلیسی: Are You Afraid of the Dark?) نام یک مجموعه تلویزیونی آنتولوژی دلهره‌آور و فانتزی کانادایی است که از سال ۱۹۹۰ تا ۲۰۰۰ میلادی و در ۹۱ قسمت توسط شبکهٔ نیکلودئون و کمپانی «سینار» تولید و پخش شد.
در کانادا، این مجموعه تلویزیونی از شبکهٔ وای‌تی‌وی و در ایالات متحده آمریکا از شبکهٔ نیکلودئون به روی آنتن رفت.

## فهرست بازیگران

### بازیگران اصلی و شخصیت‌ها
| نقش                      | بازیگر                   | سال                      | توضیحات                                                |
| انجمن نیمه‌شب (۱۹۹۱–۱۹۹۶) | انجمن نیمه‌شب (۱۹۹۱–۱۹۹۶) | انجمن نیمه‌شب (۱۹۹۱–۱۹۹۶) | انجمن نیمه‌شب (۱۹۹۱–۱۹۹۶)                               |
| ------------------------ | ------------------------ | ------------------------ | ------------------------------------------------------ |
| گری                      | راس هال                  | ۱۹۹۱–۱۹۹۶                | حضور در "داستان سیلور سایت" و سه قسمت دیگر در سال ۲۰۰۰ |
| بتی اَن                   | رِین پیر-کول              | ۱۹۹۱–۱۹۹۶                |                                                        |
| کی‌کی                     | جودی رستر                | ۱۹۹۱–۱۹۹۶                |                                                        |
| فرانک مور                | جیسون اَلیشاران           | ۱۹۹۱–۱۹۹۵                |                                                        |
| تاکر                     | دانیل دسانتو             | ۱۹۹۳–۱۹۹۶                |                                                        |
| سامانتا                  | جوانا گارسیا             | ۱۹۹۳–۱۹۹۶                |                                                        |
| کریستن                   | ریچل بلانچارد            | ۱۹۹۱–۱۹۹۳                |                                                        |
| دیوید                    | ناتانیل مورو             | ۱۹۹۱–۱۹۹۳                |                                                        |
| استیگ                    | کادی ویلبی               | ۱۹۹۵–۱۹۹۶                |                                                        |
| اِریک                     | جیکوب تی‌یرنی             | ۱۹۹۱–۱۹۹۲                |                                                        |
| انجمن نیمه‌شب (۱۹۹۹–۲۰۰۰) |                          |                          |                                                        |
| کوئین                    | کریم بلک‌وِل               | ۱۹۹۹–۲۰۰۰                |                                                        |
| مگان                     | الیشا کاتبرت             | ۱۹۹۹–۲۰۰۰                |                                                        |
| وانژ                     | ونسا لنگیس               | ۱۹۹۹–۲۰۰۰                |                                                        |
| تاکر                     | دانیل دسانتو             | ۱۹۹۹–۲۰۰۰                |                                                        |
| اندی                     | دیوید دِوا                | ۱۹۹۹–۲۰۰۰                |                                                        |

### بازیگران مهمان
- میا کرشنر
- باب‌کت گولدث‌ویت
- چارلز اس. داتون
- رایان گاسلینگ
- نو کمبل
- ویل فریدل
- ملیسا جون هارت
- فرانک گورشین
- هایدن کریستنسن
- تیا مائوری
- تامرا مائوری
- لورا وندرورت
- دانی کوکسی
- تارا لیپینسکی
- جی باروشل
- جیول استیتی
- امانوئل شریکی
- ژان لوکلر
- گیلبرت گوتفرید
- تاتیانا علی
- جنیفر ایروین
- آرون اشمور
- کالین فرگوسن
- ادی کی توماس
- گرگوری اسمیت
- امیلی ونکمپ
- جنیفر فینیگن
- رایان کولی
- دانیل کلارک
- کیم شرینر
- ایژا وی‌ایرا
- هرولد هاوارد

## فصول و اپیزودها
| فصل | فصل | قسمت‌ها | زمان نخستین پخش  | زمان نخستین پخش    | زمان نخستین پخش  | زمان نخستین پخش    |
| فصل | فصل | قسمت‌ها | نخستین فصل       | نخستین فصل         | واپسین فصل       | واپسین فصل         |
| فصل | فصل | قسمت‌ها | وای‌تی‌وی (کانادا) | نیکلودئون (آمریکا) | وای‌تی‌وی (کانادا) | نیکلودئون (آمریکا) |
| --- | --- | ------ | ---------------- | ------------------ | ---------------- | ------------------ |
|     | ۱   | ۱۳     | ۳۱ اکتبر ۱۹۹۰    | ۱۵ اوت ۱۹۹۲        | ۱۹ ژوئن ۱۹۹۱     | ۱۴ نوامبر ۱۹۹۲     |
|     | ۲   | ۱۳     | ۲۵ سپتامبر ۱۹۹۱  | ۱۹ ژوئن ۱۹۹۳       | ۲۲ ژانویه ۱۹۹۲   | ۲ اکتبر ۱۹۹۳       |
|     | ۳   | ۱۳     | ۲۸ اکتبر ۱۹۹۲    | ۸ ژانویه ۱۹۹۴      | ۲۰ ژانویه ۱۹۹۳   | ۱۶ آوریل ۱۹۹۴      |
|     | ۴   | ۱۳     | ۱۷ نوامبر ۱۹۹۳   | ۱ اکتبر ۱۹۹۴       | ۱۹ ژانویه ۱۹۹۴   | ۲۱ ژانویه ۱۹۹۵     |
|     | ۵   | ۱۳     | ۷ اکتبر ۱۹۹۵     | ۷ اکتبر ۱۹۹۵       | ۲۰ آوریل ۱۹۹۶    | ۲۰ آوریل ۱۹۹۶      |
|     | ۶   | ۱۳     | ۲۷ فوریه ۱۹۹۹    | ۲۷ فوریه ۱۹۹۹      | ۱۵ مه ۱۹۹۹       | ۱۵ مه ۱۹۹۹         |
|     | ۷   | ۱۳     | ۲ آوریل ۲۰۰۰     | ۲ آوریل ۲۰۰۰       | ۱۱ ژوئن ۲۰۰۰     | ۱۱ ژوئن ۲۰۰۰       |